# アレクサンドリア木星王
アレクサンドリア木星王（アレクサンドリアもくせいおう、1932年 - ）は、日本の占い師。タロット占術家。占星術家。
著作家としての別名義に鈴江 淳也（すずえ じゅんや、初期は「鈴江 淳」とも）、大前田 毅（おおまえだ つよし、おおまえだ たけし）がある。

## 略歴
神戸に生まれる。関西大学文学部卒。ジャーナリストを経て占い師になる。
多くのタロット翻訳や入門書を手掛け日本で一般にタロット占いを広めた第一人者で、それまでごく一部のマニアやコレクターのみが所持するに過ぎなかったタロットカードについて平易に解説し、実占に用いる方法を述べることで、タロット占いの裾野を拡大した。

## 主な著書（順不同）
- 『魔女占い』（大陸書房）
- 『タロット秘密解読』（大陸書房）
- 『秘密の成功魔術』（大陸書房）
- 『イー・チン・タロット占い』（西東社）
- 『タロット』（西東社）
- 『タロット占い入門』（西東社）
- 『上級タロット占術』（魔女の家BOOKS）
- 『タロット秘密占術』（魔女の家BOOKS）
- 『あたるタロット占い』（魔女の家BOOKS）
- 『熱風占い読本』（魔女の家BOOKS）
- 『路地裏占い読本』（魔女の家BOOKS）
- 『寝不足占い読本』（魔女の家BOOKS）
- 『猫背かけ足占い読本』（魔女の家BOOKS）
- 『ウェイトのタロット 最新版』（魔女の家BOOKS）
- 『12星座マル秘ノート 上』（魔女の家BOOKS）
- 『12星座マル秘ノート 下』（魔女の家BOOKS）
- 『タロット・スピード・レッスン』（魔女の家BOOKS）